# バレーテ
バレーテ（イタリア語: Barete）は、イタリア共和国アブルッツォ州ラクイラ県にある、人口約700人の基礎自治体（コムーネ）。

## 地理

### 位置・広がり

#### 隣接コムーネ
隣接するコムーネは以下の通り。
- カニャーノ・アミテルノ
- ラークイラ
- モンテレアーレ
- ピッツォリ

## 行政

### 分離集落
バレーテには、以下の分離集落（フラツィオーネ）がある。
- Basanello, Colli, San Sabino, Sant'Eusanio, Tarignano, Teora